# Широков, Анатолий Иванович
Анатолий Иванович Широков (род. 29 декабря 1967, Новосибирск) — российский политик, представитель от исполнительного органа государственной власти Магаданской области в Совете Федерации ФС РФ (2014—настоящее время), заместитель председателя Комитета Совета Федерации по федеративному устройству, региональной политике, местному самоуправлению и делам Севера.
Из-за нарушения территориальной целостности Украины во время российско-украинской войны находится под персональными международными санкциями всех стран Европейского союза, Великобритании, США, Канады, Швейцарии, Австралии, Украины, Новой Зеландии.

## Биография
Анатолий Широков родился 29 декабря 1967 года в городе Новосибирск.
В 1990 году окончил Томский государственный университет по специальности «преподаватель истории и обществоведения». В 2003 году окончил Ленинградский государственный университет имени А. С. Пушкина по специальности «юрист».
А. И. Широков начал свою трудовую деятельность в 1990 году с должности преподавателя истории на подготовительном отделении Томского государственного университета.
В 1992—2000 годах работал в Международном педагогическом университете (г. Магадан) (с 1998 г. — Северный международный университет) на кафедре всеобщей истории и истории России последовательно в должностях ассистента, старшего преподавателя, доцента, заместителя заведующего кафедрой.
Принял активное участие в работе по открытию и лицензированию специальности «Юриспруденция». В 2000—2004 годах — заведующий кафедрой правоведения СМУ.
С 2004 по 2007 год занимал должность заместителя директора по учебной работе Магаданского филиала Ленинградского государственного университета имени А. С. Пушкина.
В декабре 2006 года коллектив Северного международного университета (с апреля 2007 г. Северо-Восточный государственный университет) подавляющим большинством голосов избрал его ректором. 31 января 2007 года Рособразование подтвердило решение конференции коллектива и утвердило А. И. Широкова в должности. В 2011 г. вновь был избран ректором Северо-Восточного государственного университета. Занимал пост до октября 2014 года.
С 2009 по 2010 год являлся депутатом Магаданской областной Думы IV созыва по одномандатному округу № 2.
С 2010 по 2014 год — первый заместитель председателя Магаданской областной Думы, председатель постоянной комиссии по региональным вопросам и местному самоуправлению (на непрофессиональной основе).
Являлся членом, секретарём политического совета Магаданского регионального отделения политической партии «Единая Россия».
10 октября 2014 года решением губернатора Магаданской области В. П. Печёного делегирован в Совет Федерации. В 2018 году вновь избранным губернатором Магаданской области С. К. Носовым делегирован в Совет Федерации на новый срок.
Входит в состав Комитета Совета Федерации по федеративному устройству, региональной политике, местному самоуправлению и делам Севера.
Избран председателем Совета по вопросам развития Дальнего Востока и Байкальского региона при Совете Федерации.
Полномочный представитель Совета Федерации в государственных органах по вопросам развития Дальнего Востока, Арктики и Восточной Сибири (с 2018 г.).

## Научная деятельность
Автор и научный редактор около 100 научных и учебно-методических работ, в том числе изданных за пределами России. Научные интересы сосредоточены на изучении истории Крайнего Северо-Востока России и Севера СССР в 1930—1950-х гг..
В 1997 г. в Томском государственном университете успешно защитил диссертацию «История формирования и деятельности „Дальстроя“ в 1931—1941 гг.» на соискание учёной степени кандидата исторических наук. В 2000 г. присвоено ученое звание «доцент».
В 2009 году в том же университете защитил диссертацию по теме «Социально-экономическое развитие Северо-Востока России в 1930—1950-х годах: формы, методы, результаты» на соискание учёной степени доктора исторических наук. В 2011 г. присвоено ученое звание «профессор».

## Международные санкции
9 марта 2022 года, на фоне вторжения России на Украину, внесён в санкционный список всех стран Европейского союза так как он голосовал за ратификацию договоров о дружбе с самопровозглашёнными ЛНР и ДНР.
24 марта 2022 года внесён в санкционный список Канады «соратников режима» за «содействие в нарушения суверенитета и территориальной целостности Украины».
30 сентября 2022 года внесён в санкционный список Соединённых Штатов Америки «за аннексию Путиным регионов Украины» и одобрения закона о фейках. Государственный департамент отмечает что сенаторы «проголосовали за одобрение просьбы Путина о вводе войск в Украину, что послужило неоправданным предлогом для полномасштабного вторжения России в Украину».
По аналогичным основаниям, с 15 марта 2022 года находится под санкциями Великобритании. С 16 марта 2022 года находится под санкциями Швейцарии. С 12 апреля 2022 года находится под санкциями Австралии. С 3 мая 2022 года находится под санкциями Новой Зеландии. Указом президента Украины Владимира Зеленского с 7 сентября 2022 года находится под санкциями Украины.

## Награды
- Благодарность губернатора Магаданской области (2001).
- Благодарность Председателя Государственной Думы Федерального Собрания Российской Федерации (2009).
- Почётная грамота Министерства образования и науки РФ (2009).
- Почётная грамота Государственной Думы Федерального Собрания Российской Федерации (2010).
- Почётное звание «Почётный работник высшего профессионального образования Российской Федерации» (2012).
- Благодарность Председателя Правительства Российской Федерации (2016).
- Благодарность Председателя Совета Федерации Федерального Собрания Российской Федерации (2017).
- Медаль ордена «За заслуги перед Отечеством» II степени (2018)[17].
- Почетная грамота Правительства Российской Федерации (2022)
- Орден Дружбы (2024)[18].

## Семья
Женат, имеет двоих детей.

## Публикации
- Дальстрой: предыстория и первое десятилетие. — Магадан: Кордис, 2000. — 151 с. — ISBN 5-89678-018-4.
- Государственная политика на Северо-Востоке России в 1920—1950-х гг.: Опыт и уроки истории — Томск: Изд-во Том. ун-та, 2009.
- Формы и методы колонизации Северо-Востока СССР в 1930—1950-е гг.: Дальстрой // Вестник ТГУ, 2009, № 322, С. 110—114.
- Дальстрой в социально-экономическом развитии Северо-Востока СССР (1930—1950 гг.) — Политическая энциклопедия, 2014. — 654 с. — (История сталинизма) — ISBN 978-5-8243-1891-4